# Глинице
45°11′ пн. ш. 15°39′ сх. д. / 45.19° пн. ш. 15.65° сх. д.
Глиниці (хорв. Glinice) — населений пункт у Хорватії, у Карловацькій жупанії у складі громади Цетинград.

## Населення
Населення за даними перепису 2011 року становило 31 осіб.
Динаміка чисельності населення поселення: